# Ujazd (powiat tomaszowski)
Ujazd – miasto w Polsce położone w województwie łódzkim, w powiecie tomaszowskim, w gminie Ujazd.
Od 1428 miasto szlacheckie. Zdegradowany do rangi wsi 31 maja 1870 roku i włączony do gminy Łazisko jako jej nowa siedziba. 21 września 1953 stał się siedzibą gminy Ujazd, a w latach 1954–1972 gromady Ujazd. Od 1973 ponownie w reaktywowanej gminie Ujazd. W latach 1975–1998 należał administracyjnie do województwa piotrkowskiego. Status miasta odzyskał 1 stycznia 2023.
Jest drugim miastem w Polsce o nazwie Ujazd.

## Położenie
Geograficznie Ujazd położony jest w środkowej Polsce, na Równinie Piotrkowskiej. Przez miasto przepływa rzeczka Piasecznica, lewobrzeżny dopływ Czarnej.
Ujazd leży w historycznej ziemi łęczyckiej, w XVI w. położony był w powiecie brzezińskim województwa łęczyckiego.

## Historia

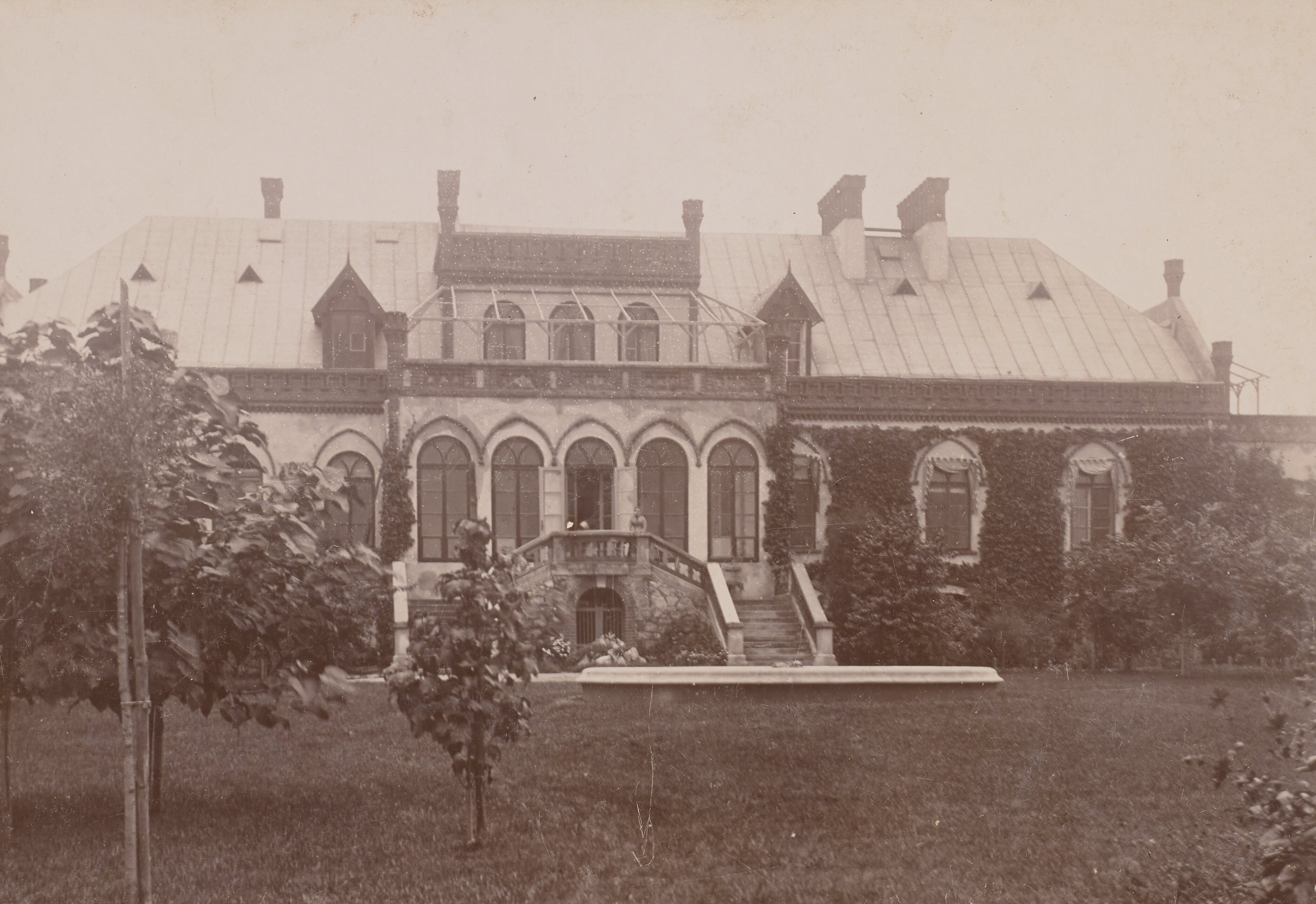
Pałacyk Ostrowskich około 1895

Ujazd wzmiankowany został po raz pierwszy w 1283 r. jako włość rycerska Racibora, podłowczego łęczyckiego. W 1428 r. król Władysław Jagiełło nadał wsi, należącej do Piotra Tłuka ze Strykowa, miecznika łęczyckiego, prawa miejskie; w ten sposób Ujazd zaliczony został do rzędu miast prywatnych. W 1476 r. słynny polski dowódca z okresu wojny trzynastoletniej Piotr Dunin zakupił miasto wraz z zamkiem oraz przynależnymi wsiami od Stanisława Warszyckiego za 8 tysięcy florenów węgierskich i część wsi Święte w powiecie brzeskokujawskim. Piotr Dunin wkrótce rozbudował istniejący wcześniej zamek. Mimo wzniesienia tu rezydencji właścicieli, poszerzenia miejscowości o „nowe miasto” i kilkakrotnego potwierdzenia przywilejów miejskich, Ujazd nigdy nie rozwinął się w większy ośrodek. Na jego losach negatywnie odbił się od lat 20 XIX w. dynamiczny rozwój pobliskiego Tomaszowa, założonego przez rodzinę Ostrowskich – właścicieli Ujazdu od XVIII w. W 1870 r. liczące niespełna 1200 mieszkańców miasteczko zaliczone zostało wraz z kilkuset innymi lokacjami Królestwa Kongresowego do rzędu wsi przez administrację carską. Sytuacji tej nie zmieniło przejściowe ożywienie gospodarcze miejscowości, spowodowane wybudowaniem przez Ujazd linii kolejowej między Koluszkami a Tomaszowem w 1885 r.
Okupacja niemiecka 1939–1945 przyniosła wymordowanie społeczności żydowskiej, tradycyjnie stanowiącej istotną część ludności Ujazdu (64% w 1870 r.). Podczas okupacji hitlerowskiej, w lecie 1942 roku Niemcy utworzyli getto dla żydowskich mieszkańców. Przebywało w nim około 800 Żydów. W październiku 1942 zostali wywiezieni do obozu zagłady Treblinka II i tam zamordowani. Niemcy utworzyli także obóz pracy przymusowej dla Polaków i Żydów w miejscowym tartaku.

### Odzyskanie praw miejskich (2023)
W 2021 roku zrodziła się inicjatywa przywrócenia Ujazdowi praw miejskich. W dniach 7–27 lutego 2022 przeprowadzone zostały konsultacje społeczne. Z ponad 6000 uprawnionych, w konsultacjach udział wzięły 1252 osoby (frekwencja 20,55%), z czego 1159 głosujących było za nadaniem Ujazdowi statusu miasta (92,57% głosujących), 62 osoby były przeciwko, a 31 wstrzymało się od głosu. Dnia 22.03.2022, głosami 12 radnych, Rada Gminy Ujazd przyjęła uchwałę LIII/407/2022 o wystąpieniu z wnioskiem o nadanie statusu miasta miejscowości Ujazd. 1 stycznia 2023 doszło do przywrócenia statusu miasta.

## Zabytki

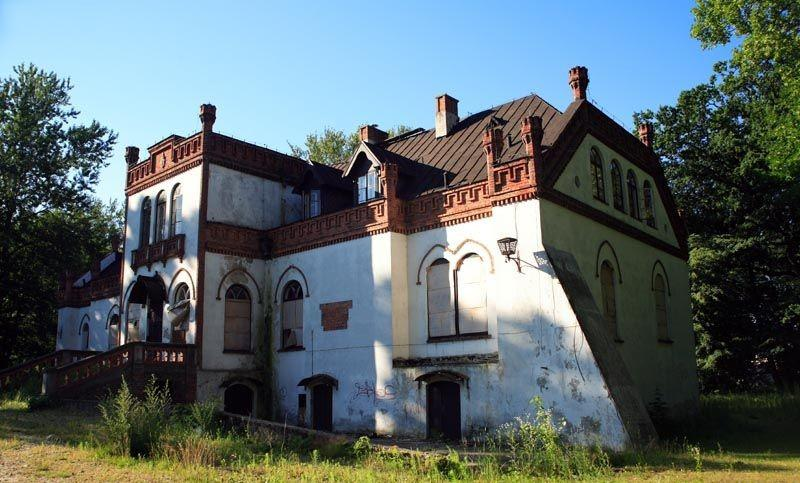
Pałacyk Ostrowskich przed remontem

Ujazd zachował zręby miejskiego układu przestrzennego z dwoma rynkami (stare i nowe miasto), małomiasteczkowym typem zabudowy oraz rezydencją szlachecką.
Do wyróżniających się obiektów w mieście należą:
- kościół św. Wojciecha, barokowy z lat 1676–1680
- pałacyk Ostrowskich, wzniesiony na XV-wiecznych fundamentach, wielokrotnie przebudowywany w XIX i XX w., otoczony parkiem krajobrazowym (14 ha).

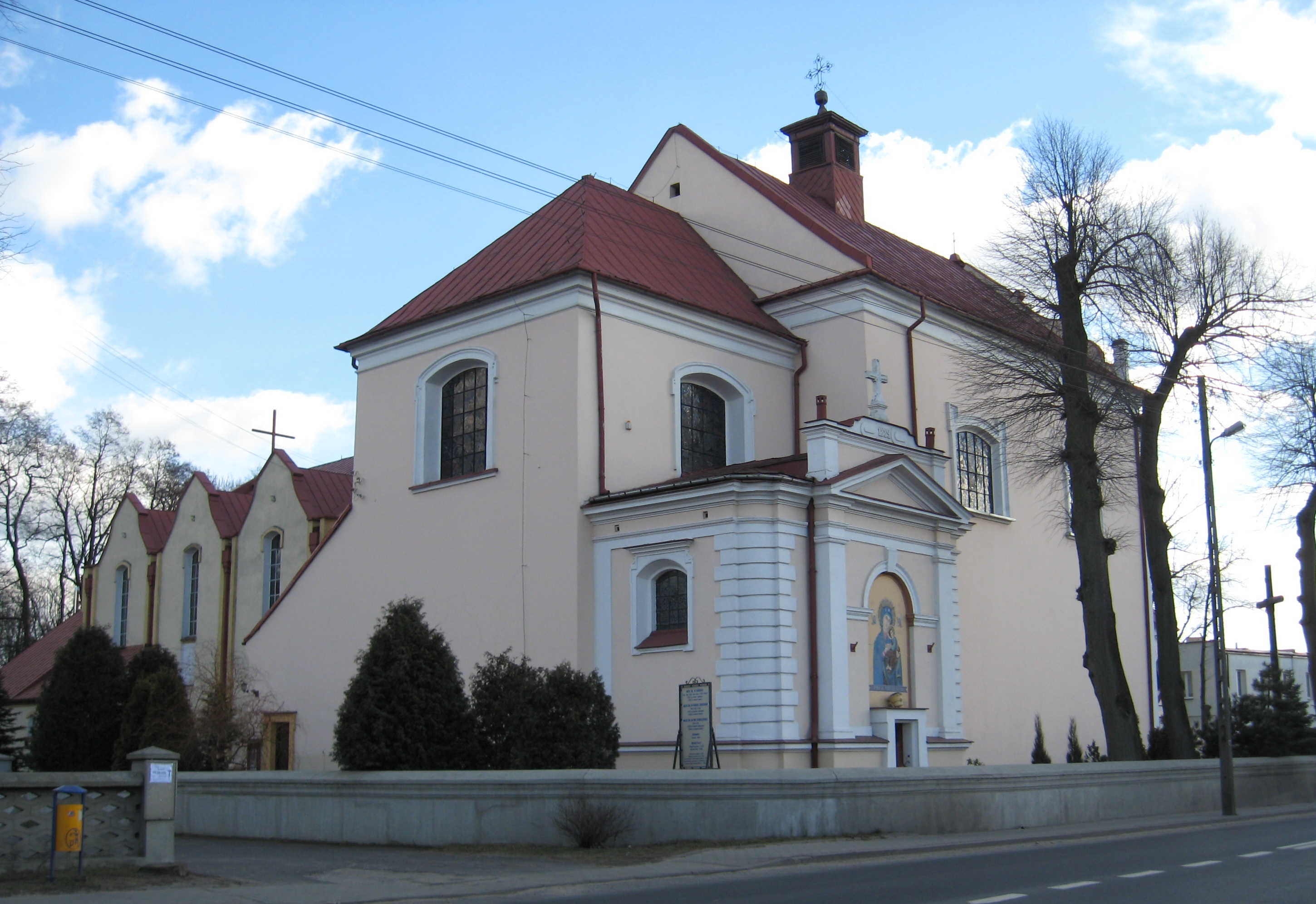
Kościół św. Wojciecha

Według rejestru zabytków Narodowego Instytutu Dziedzictwa na listę zabytków wpisane są obiekty:
- kościół parafialny pw. św. Wojciecha, 2 poł. XVII w., nr rej.: 14-I-14 z 20.09.1947 oraz 14 z 27.05.1967
- dzwonnica, XVIII w., nr rej.: 372 z 27.05.1967
- kaplica cmentarna pw. św. Anny, 1834?, nr rej.: 410-I-19 z 20.09.1947
- plebania, obecnie dom parafialny, drewniana, 1850, nr rej.: 391-I-17 z 24.05.1947 oraz 339 z 30.05.1967
- pałacyk Ostrowskich (założycieli Tomaszowa Mazowieckiego), przebudowany w 1812, nr rej.: 371 z 27.05.1967

W latach 1979–2010 charakterystycznym elementem krajobrazu Ujazdu był pomnik Tadeusza Kościuszki na pl. Kościuszki. Był on rzadkim w rzeźbie przykładem przedstawienia postaci jedynie od kolan w górę. Przy okazji zmiany wyglądu placu pomnik został usunięty, a następnie odkupiony przez prywatną osobę i ustawiony na klombie na posesji.